# Baróti
A Baróti régi magyar családnév, amely a származási helyre utalhat: Barót (Románia, korábban Háromszék vármegye).

## Híres Baróti nevű személyek
- Baróti Dezső (1911–1994) erdélyi irodalomtörténész
- Baróti Miklós (?–1680) erdélyi-székely Ferences rendi szerzetes
- Baróti Géza (1914–1993) erdélyi író, újságíró
- Baróti István (1940–2014) erdélyi orgonaművész, tanár
- Baróti Kálmán (?–1739) erdélyi református esperes
- Baróti Lajos (1856–1933) irodalomtörténész, történész
- Baróti Lajos (1858–1938) irodalomtörténész, író
- Baróti Lajos (1914–2005) válogatott labdarúgó, edző, szövetségi kapitány
- Baróti Pál (1930–1981) irodalomkritikus, újságíró
- Baróti Szabó Dávid (1739–1819) erdélyi költő és nyelvújító, jezsuita, később világi pap és tanár